# Metropolia Liberville
Metropolia Libreville – jedyna metropolia kościoła rzymskokatolickiego w Gabonie. Została ustawiona 11 grudnia 1958.

## Diecezje
- Archidiecezja Libreville
  - Diecezja Franceville
  - Diecezja Mouila
  - Diecezja Oyem
  - Diecezja Port-Gentil

## Metropolici
- Jean-Jerôme Adam (1958-1969)
- André Fernand Anguilé (1969-1998)
- Basile Mvé Engone (od 1998)